# Уолтон, Эдвард
Эдвард Артур Уолтон (англ. Edward Arthur Walton, 15 апреля 1860[…], Бархед, Ренфрушир — 18 марта 1922[…], Эдинбург) — шотландский художник-постимпрессионист и реалист, один из известнейших представителей художественной группы Глазго Бойс.

## Жизнь и творчество
Уолтон изучал живопись в дюссельдорфской Художественной академии, а затем в Школе искусств Глазго, где он познакомился и подружился с художником Джеймсом Гутри. После окончания учёбы они оба пытаются вступить в Клуб художников Глазго, но безуспешно. После этой неудачи Гурти и Уолтон, вместе с молодым художником Джозефом Кроухоллом, отправляются в Париж, где знакомятся с французской реалистической живописью, в первую очередь с полотнами Жюля Бастьен-Лепажа.
После возвращения на родину в 1879 году все трое пишут пейзажи на шотландском побережье. Уолтон, Кроухолл, Джеймс Патерсон, Джордж Генри и Джон Лавери периодически встречаются в мастерской художника Уильяма МакГрегора и образуют ядро группы Глазго Бойс.
В 1880 году Уолтон рисует пейзажи в Суррее. В 1882 он селится в деревне Кроуленд в Линкольншире, где продолжает заниматься пейзажной живописью — как масляной, так и акварелью, в которой добивается больших успехов. На период 1885—1886 приходится пик его творческих успехов; в 1886 году художник создаёт серию акварелей на темы жизни шотландских пригородов. В последующие годы Уолтон отходит от реалистической живописи и становится последователем творчества Уистлера.
В 1889 году Уолтон становится членом-корреспондентом Королевской Шотландской Академии. С 1894 по 1904 год художник живёт в лондонском Челси; лето он проводит в Суффолке, где снимает домик и много рисует маслом и пишет акварели. В 1904 Уолтон возвращается в Шотландию, живёт в Эдинбурге. С 1905 года он становится действительным членом Королевской Шотландской Академии. В 1907 совершает путешествие в Алжир и в Испанию. В 1913 году работает в Бельгии.
В 1914 году Уолтон избирается президентом Королевского Шотландского общества художников-акварелистов.

## Галерея

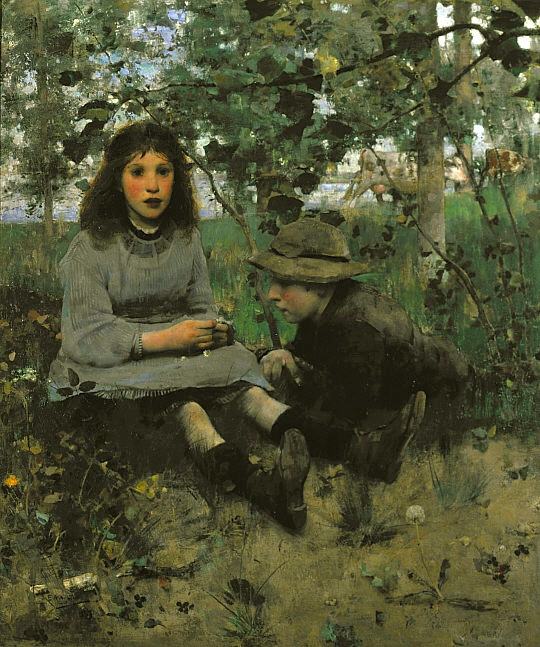
Дневные мечты (1885)
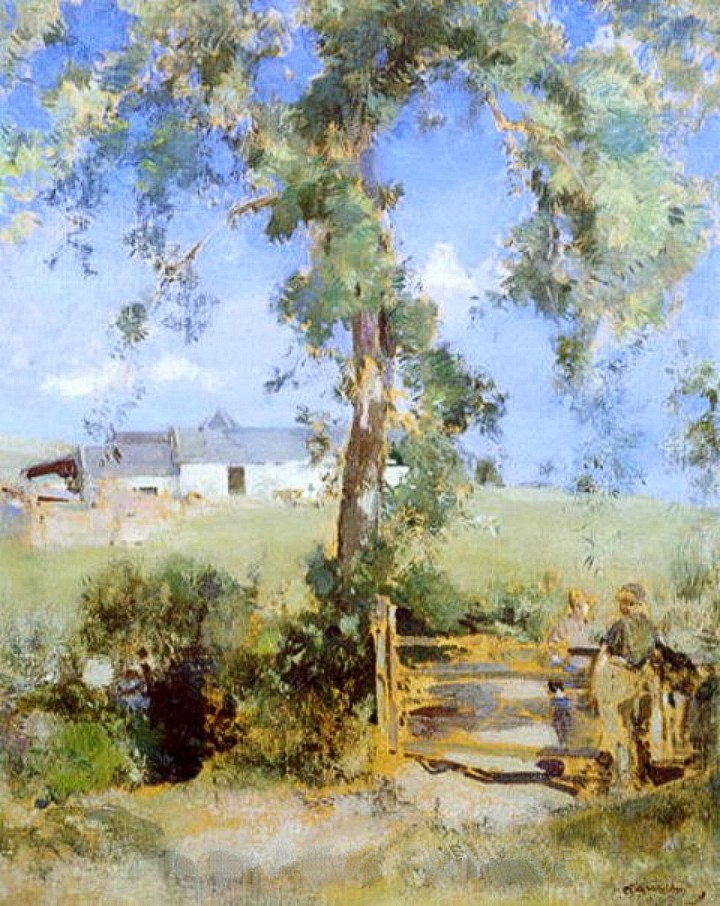
Ворота фермы (1917)
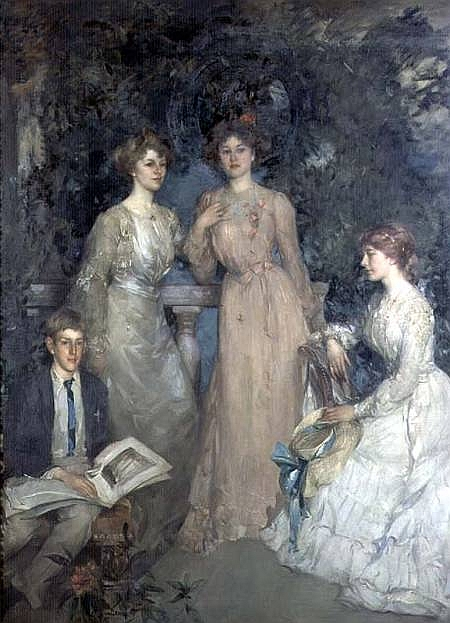
Групповой портрет
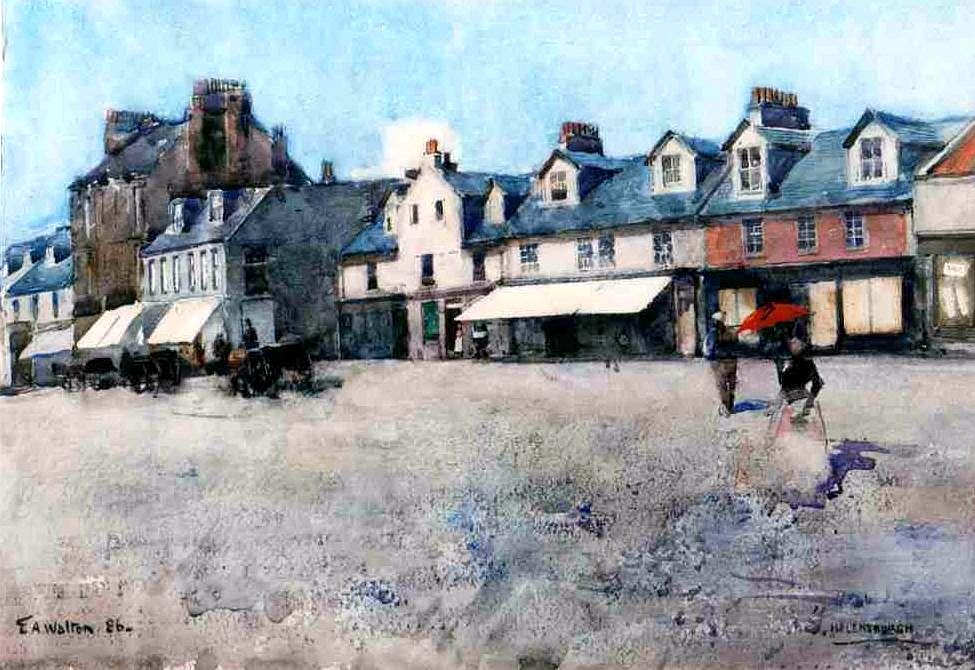
Хеленсбург (1886)
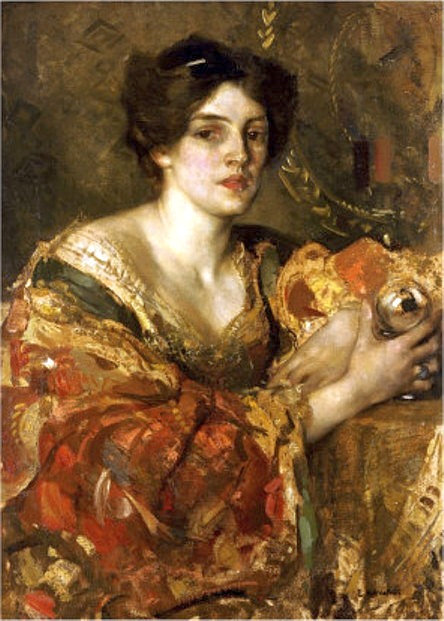
Мисс Джейн Эйткен
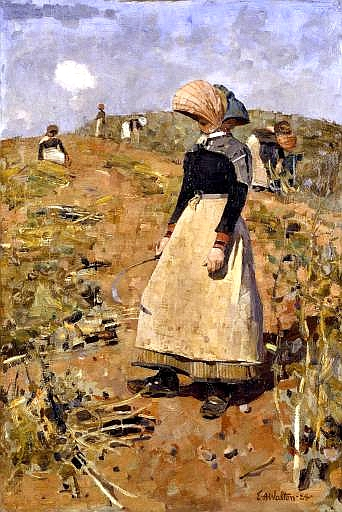
Работницы на полях Беруикшира
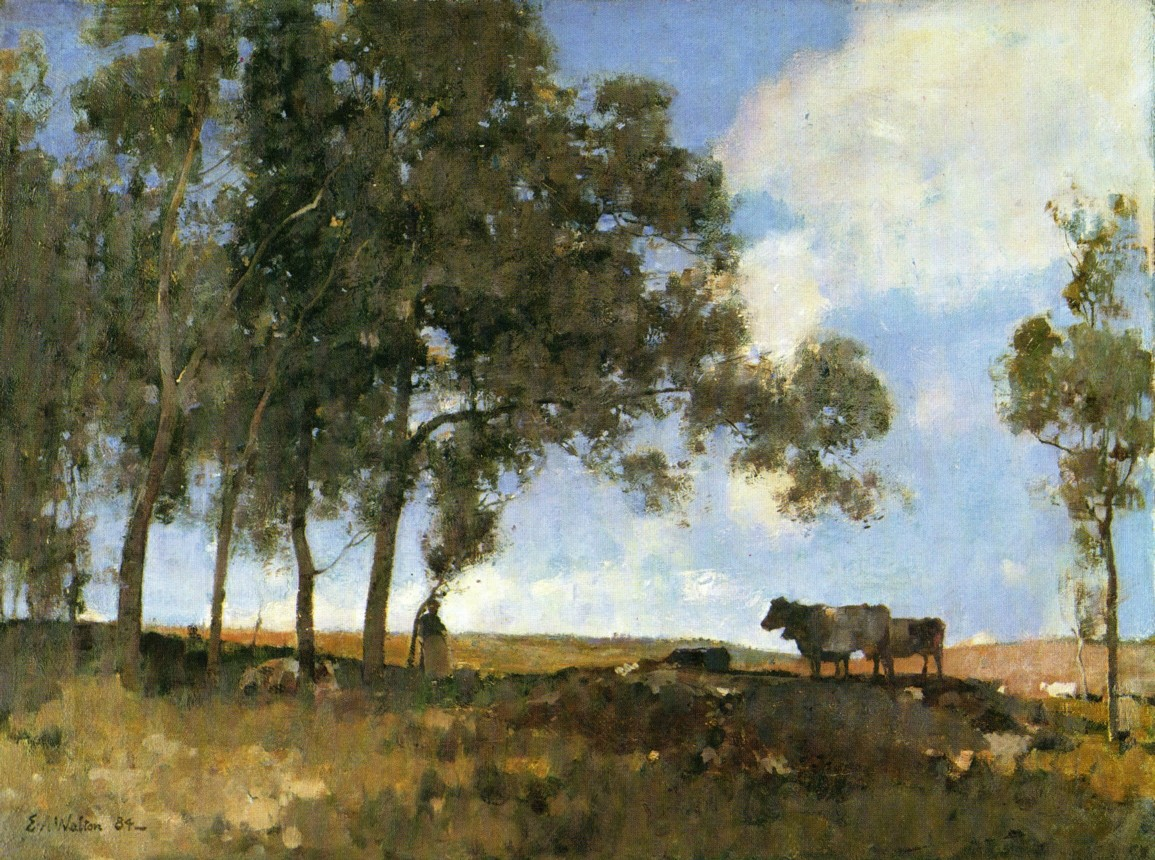
Осеннее солнце (1883)
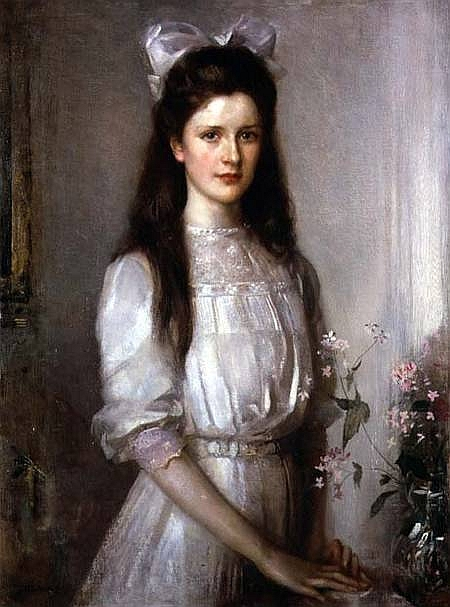
Мисс Кристина Эльспет Мэллок
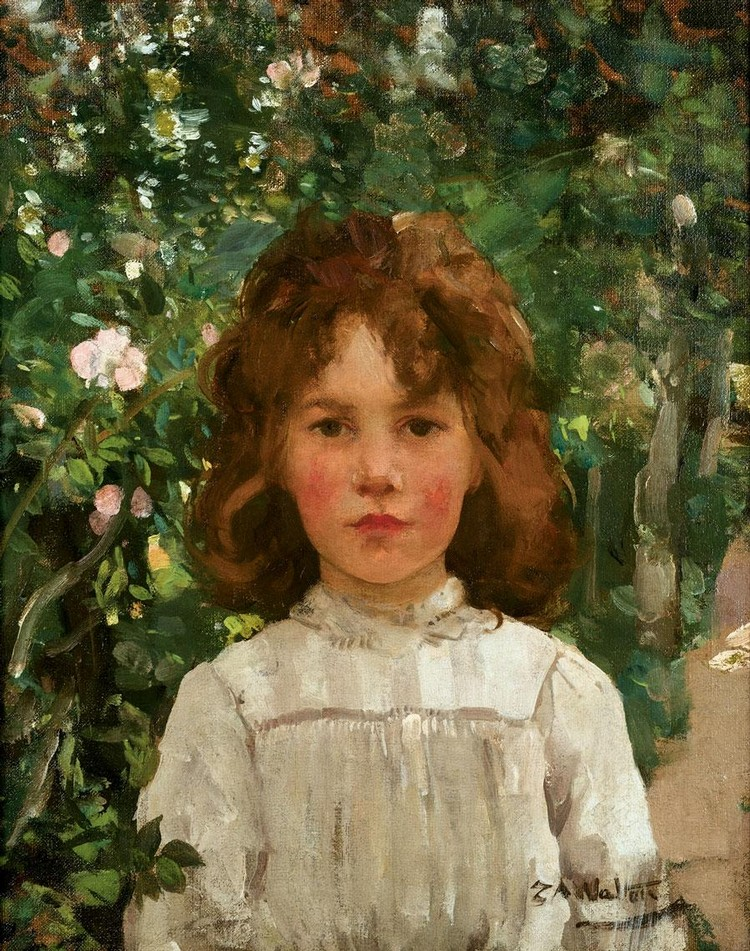
Магнолия
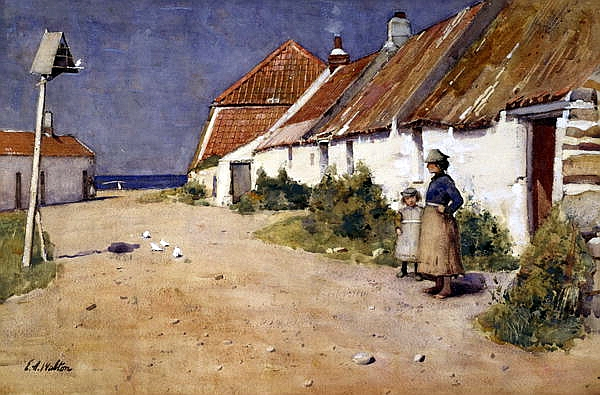
Приморская улица с голубями
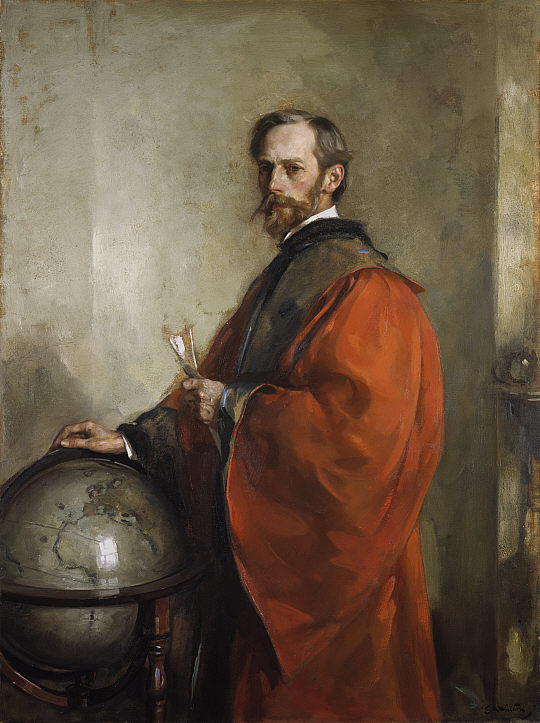
Джон Джордж Бартоломью (1911)
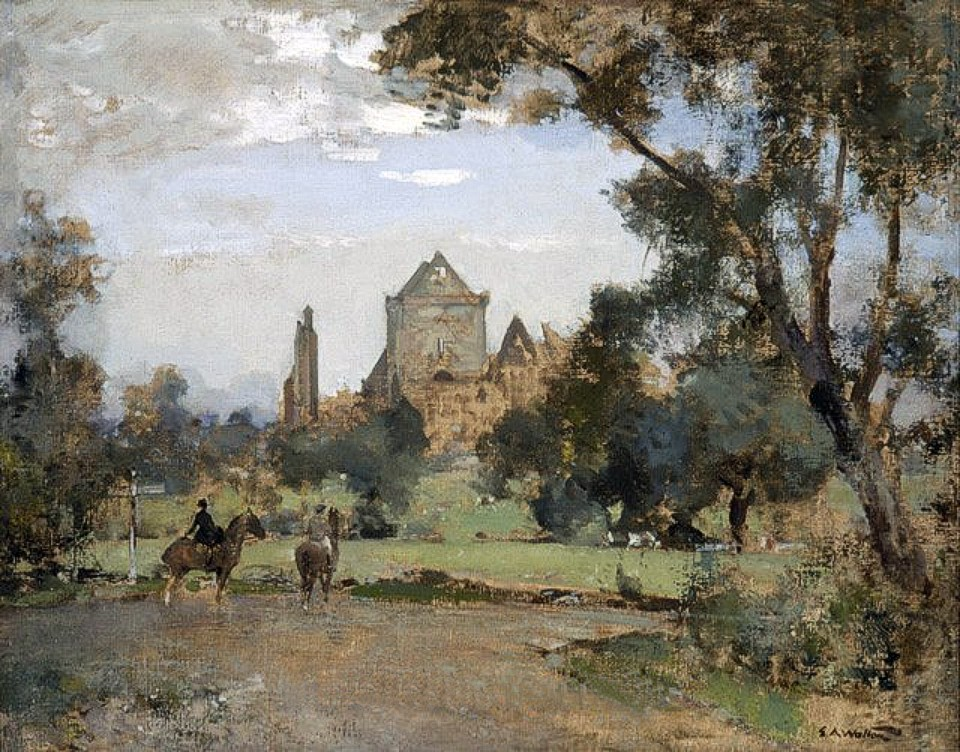
Аббатство Сладостного сердца (1917-22).